# Melitaea luciferina
Melitaea luciferina är en fjärilsart som beskrevs av Ramon Agenjo Cecilia 1934. Melitaea luciferina ingår i släktet Melitaea och familjen praktfjärilar. Inga underarter finns listade i Catalogue of Life.